# Władysław Szepelak
Władysław Szepelak ps. „Mały“ (ur. 6 grudnia 1924 w Zakopanem, zm. 27 lutego 2012 w Bielance) – żołnierz ZWZ (oddział kpt. Wojciecha Bolesława Duszy ps. „Szaroty”), aresztowany 9 września 1943 przez Gestapo, więzień obozu w Auschwitz-Birkenau, Mauthausen-Gusen i Ebensee. Poeta, pisał wiersze o tematyce partyzanckiej, religijnej oraz gawędy i opowiastki.

## Życiorys
Spędził dzieciństwo w Bielance, gdzie dom posiadała jego matka Wiktoria Szepelak z domu Rubiś. Jego ojciec Władysław w wieku 15 lat zgłosił się do Wojska Polskiego i w 1918 walczył na froncie ukraińskim później walczył z bolszewikami. Wiedli ubogie życie, Władysław uczył się dobrze, godził naukę z pomocą rodzinie przy pracach gospodarskich.
Władysław podczas wojny zajmował się przemytem, głównie żywności, alkoholu, tytoniu i odzieży. W tym czasie podjął także naukę w Szkole Rolniczej. W 1941 roku po raz pierwszy spotkał się z Wojciechem Bolesławem Duszą ps. „Szarotą”, który tworzył oddział partyzancki. Władysław wraz z rodzicami byli jednymi z pierwszych członków nowo powstającego oddziału. Podczas zaprzysiężenia otrzymał pseudonim „Mały”, w oddziale pełnił głównie funkcję przewodnika po okolicznych górach, zajmował się także przerzutem i transportem broni.
9 września 1943 roku został aresztowany w domu rodzinnym w Bielance. Przewieziono go najpierw do aresztu w Czarnym Dunajcu, a następnie do gestapowskiego więzienia „Palace” Zakopanem. Po serii przesłuchań przewieziony został do więzienia na Montelupich w Krakowie. 13 grudnia został wywieziony do obozu w Oświęcimiu, przebywał tam jako numer 168 061. W lutym 1944 roku przewieziony do obozu w Mauthausen, końca wojny doczekał skrajnie wycieńczony w obozie w Ebensee.
Po wojnie wrócił do rodzinnej Bielanki, wkrótce potem wyjechał na Ziemie Odzyskane do Brzeźnicy. W 1951 roku wrócił do Bielanki. Pracował między innymi przy budowie kombinatu w Nowym Targu, Nowej Huty, kierował także budowami kościołów, szkół i ośrodków zdrowia w okolicznych wsiach. W wolnym czasie poświęcał się pracy twórczej. Największym jego dziełem jest zbiór wspomnień z czasów wojny pt. Ja przetrwałem..., inne jego dzieła to np: Godki pogodki i legendy spod Żelźnicy, Wiersze, Wiersze śpiewonki i rymowane godki. 17 listopada 2000 roku prezydent Aleksander Kwaśniewski mianował Władysława Szepelaka na stopień podporucznika Wojska Polskiego. Był ostatnim żyjącym więźniem aresztu w „Palace” w Zakopanem.

## Odznaczenia
- Krzyż Kawalerski Orderu Odrodzenia Polski
- Krzyż Partyzancki
- Krzyż Oświęcimski
- Medal Zwycięstwa i Wolności 1945